# Georg Hellmesberger senior

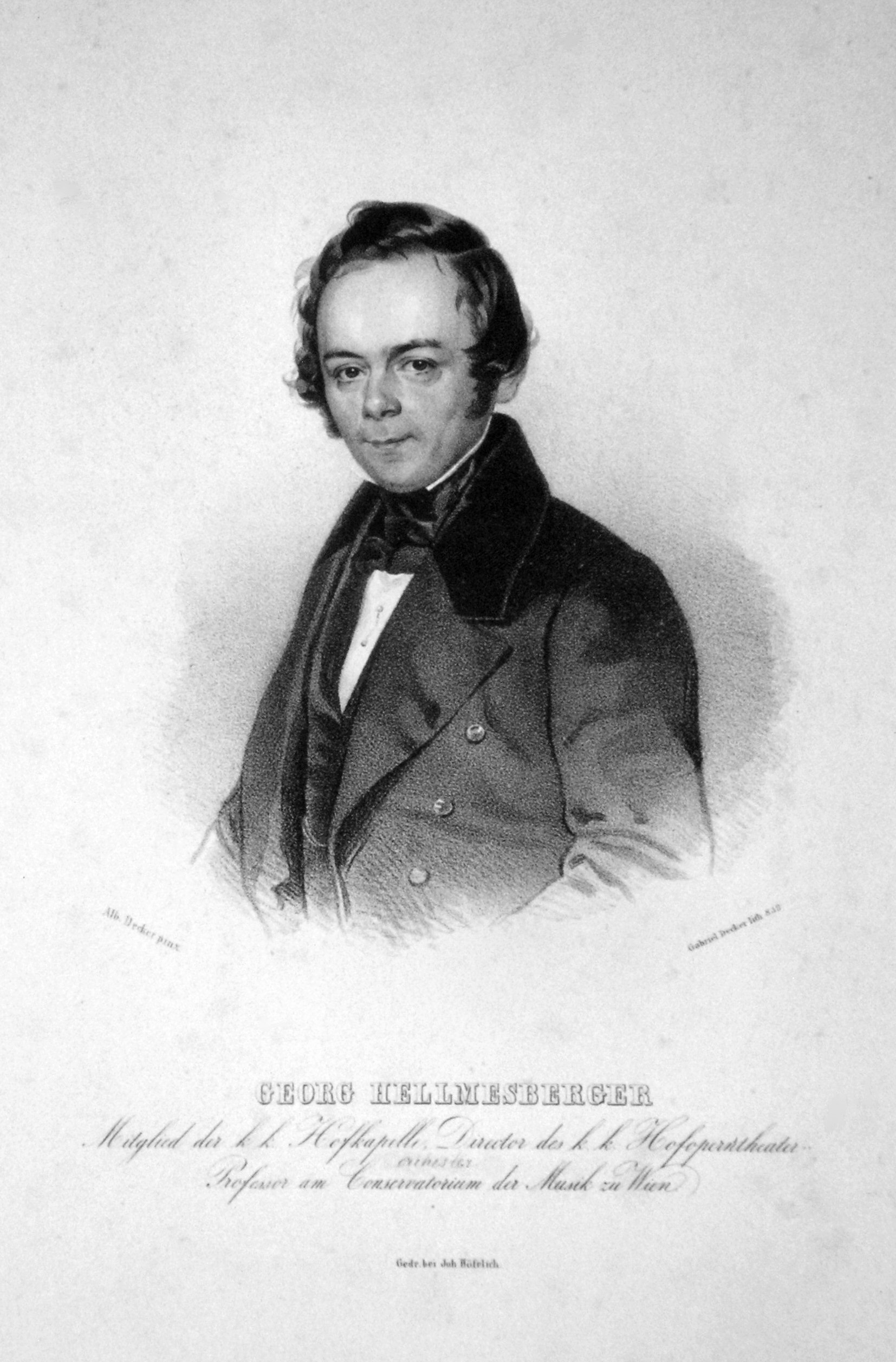
Georg Hellmesberger Senior, Lithographie von Gabriel Decker, 1839

Georg Hellmesberger senior (* 24. April 1800 in Wien; † 16. August 1873 in Neuwaldegg) war ein österreichischer Violinist und Pädagoge.

## Leben
Als Sohn eines ehemaligen Schulmeisters und Rechnungsbeamten erhielt Georg Hellmesberger ersten Violinunterricht von seinem Vater. Doch führte ihn sein musikalischer Weg zunächst ins kaiserliche Konvikt als Sängerknabe und mit 10 Jahren – Franz Schubert nachfolgend – als Sopranist in die Wiener Hofmusikkapelle.
Nach Besuch der Schule im Zisterzienserstift Heiligenkreuz wohl für das Studium der Theologie vorgesehen, entschied sich der junge Hellmesberger doch bald für den Musikerberuf. Noch als „Dilettant“ gab er 1819 sein erstes Konzert, studierte aber dann Komposition bei Emanuel Förster und ab 1820 Geige bei Joseph Böhm an der erst ein Jahr zuvor eingerichteten Violinklasse am Konservatorium der Gesellschaft der Musikfreunde. Ab 1821 stand Hellmesberger Böhm bereits als Hilfslehrer zur Seite, bevor er 1825 zum Titularprofessor und 1833 zum wirklichen Professor an diesem Institut ernannt wurde.
Bei eigenen Konzerten und zu solchen anderer Musiker eingeladen, erwarb er sich bald den Ruf als „einer der tüchtigsten Geiger in Wien“. Als Nachfolger Ignaz Schuppanzighs avancierte er 1830 zum Konzertmeister am Hofoperntheater, eine Stellung, die er später auch beim 1842 von den Mitgliedern des Hofopernorchesters gegründeten Konzertorchester der Wiener Philharmoniker einnahm. 1830 war Georg Hellmesberger sen. zudem auch schon zum Mitglied der Hofkapelle ernannt worden.
Wohl von Schuppanzigh und seinem eigenen Lehrer, Joseph Böhm, inspiriert, war er gleichfalls ein begeisterter Quartettspieler und hatte als solcher einen guten Ruf. Doch trat er mit seinen Partnern Leopold Jansa, Matthias Durst und Ägidius Borzaga offenbar nur bei Privatkonzerten auf, die häufig im eigenen Haus vor ausgewähltem Publikum stattfanden.
Als Dirigent war Georg Hellmesberger sen. nur vereinzelt als Leiter von Gesellschaftskonzerten der Musikfreunde oder von Philharmonischen Konzerten engagiert.
Besondere Verdienste erwarb er sich wohl in erster Linie als Violinpädagoge, zu seinen bedeutendsten Schülern gehörten Heinrich Wilhelm Ernst, Joseph Joachim, Miska Hauser, Leopold Auer und seine beiden Söhne Joseph Hellmesberger senior und Georg Hellmesberger junior. Mit diesen unternahm er 1847/48 Kunstreisen nach Deutschland und England.
1867 als Violinprofessor in den Ruhestand tretend, konnte er das Dekret bereits von seinem Sohn Joseph entgegennehmen, der seit 1850 Direktor des Konservatoriums war. Sechs Jahre später verstarb Georg Hellmesberger sen., gewissermaßen als Ahnherr der „Hellmesberger-Musikerdynastie“, und hinterließ als Komponist unter anderem einige Solostücke, ein Trio, ein Streichquartett und zwei Violinkonzerte.
Seine Grabstätte befindet sich im Gräberhain des Währinger Parks, wohin er 1923 überführt wurde.